# 懷特維爾鎮區 (阿肯色州巴克斯特縣)
懷特維爾鎮區（英語：Whiteville Township）是位於美國阿肯色州巴克斯特縣的一個行政鎮區。

## 地方資料
懷特維爾鎮區的面積為75.43平方千米，當中陸地面積為73.90平方千米，而水域面積為1.53平方千米。根據2010年美國人口普查的數據，當地共有人口4693人，而人口密度為每平方千米62.22人。